# M/V Tricolor
MV Tricolor var ett norsk-flaggat biltransportfartyg byggt 1987. Fartygen blev känt efter att ha varit med om tre kollisioner i Engelska kanalen inom loppet av 14 dagar i december 2002.

## Historia
MV Tricolor hette, när hon sjösattes 1987, Nosac Sun. När hon kolliderande med MV Kariba var hon i tjänst för Wilh. Wilhelmsen.

## Kollisionen 2002
Tidigt på morgonen den 14 december 2002, på väg från Zeebrugge i Belgien till Southampton i Storbritannien, lastad med nära 3000 personbilar, kolliderade hon med MV Kariba, ett Bahamasflaggat containerfartyg. Kariba kunde segla vidare medan Tricolor sjönk där kollisionen skett, cirka 17 nautiska mil norr om franska kusten i Engelska kanalen. Ingen omkom, men fartyget blev liggande på sidan vilande i leran i den 30 meter djupa delen av kanalen. I de efterföljande rättstvisterna påstods ett tredje fartyg, MV  Clary , ha bidragit till kollisionen.
Förlisningen skedde strax utanför Dunkerques hamn.

## Fara för sjöfarten
På grund av fartygets förlisningsplats, vid en punkt där två farleder går ihop i Traffic Separation Scheme (TSS) i Engelska kanalen och den södra delen av Nordsjön och eftersom vraket låg precis under vattenytan, ansågs det vara en fara för övriga fartyg i området. Farleden är en av de mest trafikerade sjöfartslederna i världen. I december 2002 beordrade franska myndigheterna att vraket skulle tas bort, eftersom det ansågs utgöra en fara för både sjöfarten och miljön. Att fartyget var en fara för navigationen var en underdrift, då ytterligare två kollisioner skedde med MV  Tricolor dagarna efter förlisningen. 
Efter förlisningen bevakades vraket först av franska sjöfartspolisens patrullbåt P671 Glaive och HMS Anglesey (en 195 fots brittisk Island-klass patrullbåt), förutom två bärgningsfartyg. Även tre vrakbojar var utlagda.
Trots radiovarningar, tre vaktfartyg och en upplyst boj, seglade den holländska fartyget Nicola på vraket nästa natt, och måste dras loss från M/V Tricolor. Efter detta ökades bevakningen ytterligare med två patrullfartyg och sex bojar, inklusive en med en Racon varningssändare, men den 1 januari 2003 seglade den turkiskregistrerade oljetankern Vicky på vraket. Hon lyckades senare ta sig loss med hjälp av tidvattnet.

## Bärgning
Det bärgningsföretag som kontrakterades utgjordes av en konsortium med namnet Combinatie Berging Tricolor och leddes av det nederländska företaget Smit Salvage, och tog mer än ett år. Konsortiet bestod av Smit Salvage BV, Scaldis Salvage & Marine Contractors NV, URS Salvage & Marine Contracting NV och Multraship Salvage BV. Kontraktet för borttagning av vraket med detta konsortium undertecknades den 11 april 2003. 
Bärgningen påbörjades i juli 2003 och avslutades 27 oktober 2004. Bärgningsmetoden innebar att med en kabel skära vraket i nio delar.
Lasten bestående av 2871 nya bilar återvanns som metallskrot.